# Jean Chouan (film)
Pour plus de détails, voir Fiche technique et Distribution.
Jean Chouan est un film muet français en huit épisodes, réalisé par Luitz-Morat et sorti en 1926. Il s'agit de la fiction sur Jean Chouan, un des chefs de  l'insurrection contre-révolutionnaire, au temps des guerres de Vendée et de la Révolution française.

## Synopsis
Malgré l'opposition des Chouans et des Républicains, Jacques, le fils de Jean Chouan, un des chefs de l'insurrection contre-révolutionnaire, aime Marie-Claire, la fille de Maxime Ardouin, un délégué de la République à Nantes.

## Fiche technique
- Titre original : Jean Chouan
- Réalisation : Luitz-Morat
- Scénario : Arthur Bernède
- Direction artistique : Louis Nalpas[3]
- Décors : Gaston Dumesnil[1]
- Photographie : Georges Daret, Franck Daniau-Johnston et Henri Stuckert[1]
- Société de production : Société des Cinéromans
- Société de distribution : Pathé Consortium Cinéma
- Pays de production :  France
- Langue originale : français
- Format : noir et blanc - muet - 17,5 mm[1]
- Genre : drame historique
- Durée : 342 minutes[1]
- Date de sortie : 
  - France : 22 janvier 1926

## Distribution
- René Navarre : Maxime Ardouin
- Maurice Schutz : Jean Cottereau, dit « Jean Chouan »
- Elmire Vautier : la marquise de Thorigné
- Claude Mérelle : Maryse Fleurus, comtesse de Carquefou
- Maurice Lagrenée : Jacques Cottereau
- Maurice Decœur : Guillaume Lefranc
- Daniel Mendaille : le général François Marceau
- Thomy Bourdelle : le général Kléber
- Anna Lefeuvrier : Marie-Victoire Lefranc
- Marthe Chaumont : Marie-Claire Ardouin
- Cesar-Tullio Terrore : Pierre Florent
- Paul Amiot : le marquis de Thorigné
- Jean-Paul de Baër : Nicolas Lefranc
- Jean Debucourt : Maximilien de Robespierre

## Épisodes
Ce film comprend huit épisodes,.
1. La Patrie en danger
2. La Bataille des cœurs
3. Sur le pont de Pyrmil
4. L'Otage
5. La Citoyenne Maryse Fleurus
6. Le Comité de Salut Public
7. La Grotte aux fées
8. Les Soldats de France

## Production

### Développement et attribution des rôles
|  |

Début juillet 1925, Cinémagazine annonce que Luitz-Morat va tourner le film Jean Chouan, sur le scénario signé Arthur Bernède, pour la Société des Cinéromans et révèle la distribution : René Navarre, Elmire Vautier, Maurice Lagrenée, Maurice Decœur, Daniel Mendaille, Thomy Bourdelle, César Tullio Terrore, Paul Amiot, Jean-Paul de Baër, Claude Mérelle, Marthe Chaumont, Anna Lefeuvrier et Maurice Schutz dans le rôle-titre. Louis Nalpas en est le directeur artistique.
Le réalisateur avoue que « le roman d'Arthur Bernède est remarquable, non seulement par l'époque particulièrement intéressante qu'il évoque, mais aussi par toute la vie, par toute l'émotion que l'auteur a, grâce à son grand talent, su y mettre. ».
L'esprit de la bataille entre les Bleus et les Blancs pendant la Révolution française est non seulement rédigé dans le scénario, mais également dans le journal Le Petit Parisien, publié à la sortie du film.
L'auteur aurait écrit le personnage Maxime Ardouin spécialement pour René Navarre, « ce grand talent », et le rôle-titre est destiné à Maurice Schutz en raison de sa « belle figure » qui serait un « proche parent spirituel » du grand inquisiteur dans Le Vert Galant (1924).

### Tournage
Le tournage commence en mi-juillet 1925 en Vendée pour les extérieurs sur l'île de Noirmoutier,. Il a également lieu à Nantes (Loire-Atlantique) pour le château des ducs de Bretagne et, fin septembre ou début octobre, aux studios d'Épinay à Épinay-sur-Seine (Seine-Saint-Denis),. Les prises de vues s'achève à la fin de novembre suivant,.

## Accueil critique
Albert Bonneau du Cinémagazine assure que « Maurice Schutz était tout désigné pour incarner Jean Chouan, le farouche défenseur de la religion et du roi. René Navarre anime superbement le républicain fidèle aux nouvelles idées. Les principaux rôles féminins sont tenus par Claude Mérelle, dont la beauté égale le talent ; Elmire Vautier, infiniment touchante ; Anna Lefeuvrier et Marthe Chaumont qui fait dans ce film des débuts très prometteurs. Daniel Mendaille est, très conscieusement, Marceau, et Thomy Bourdelle, un Kléber de belle allure. Une distribution homogène complète cette interprétation. ».
Le journal suisse L'Écran illustré, en 1927, s'est montré satisfait du film : « Arthur Bernède a brossé dans Jean Chouan, une fresque pittoresque, vivante et colorée et particulièrement caractéristique de ce que fut ce soulèvement de la Vendée. (…) Avec une semblable distribution, avec la science et l'art de Luitz-Morat, avec le sujet émouvant de Jean Chouan, on ne pouvait faire qu'un grand film. Il a été fait ! ».

#### Magazine
- Gilles Vergnon, « Chouans et Vendéens au cinéma » (magazine), Les Cahiers de la cinémathèque, no 53 « Regards sur la Révolution »,‎ décembre 1989, p. 27-33.

#### Ouvrage
- Arthur Bernède, Jean Chouan : Grand roman historique : abondamment illustré par les photographies du film Société des Cinéromans, vol. 1 : La Bataille des coeurs, Paris, éditions Tallandier, coll. « Cinéma-Bibliothèque », 1926, 94 p. ;
- Arthur Bernède, Jean Chouan : Grand roman historique : abondamment illustré par les photographies du film Société des Cinéromans, vol. 2 : La Citoyenne Maryse Fleurus, Paris, éditions Tallandier, coll. « Cinéma-Bibliothèque », 1926, 96 p..